# Alejandro Martínez Plasencia
Alejandro Martínez Plasencia (Barcelona, España, 23 de mayo de 1966) es un entrenador español de baloncesto. Tras estar ligado durante muchos años de su carrera al Club Baloncesto Canarias como Primer Entrenador, actualmente es el Head Coach de las categorías inferiores masculinas de Japón. 

## Trayectoria
Vinculado toda su trayectoria a los equipos de base de Tenerife, especialmente al Colegio Luther King, centro al que estuvo ligado veinte años.
Ejerció de ayudante y delegado en el Tenerife Amigos del Baloncesto, donde compartió banquillo con Alexander Gomelski y Trifón Poch, entre otros. 
Martínez desde el año 2008 entrena a los campus de verano con los equipos inferiores de la selección española. El técnico ya había sido ayudante de Juan Antonio Orenga en un Europeo U20, donde fue plata, amén de haber ejercido de primer entrenador con el combinado U18 en dos citas continentales donde fue quinto. En 2012 Alejandro se hizo cargo del combinado nacional de España U17, con el que fue cuarto en el Mundial celebrado en tierras lituanas y repitió con la U17 en el año 2016 logrando otro cuatro puesto esta vez en la Copa del Mundo  celebrada en Zaragoza. 
En 2012 logra su mayor éxito como entrenador al ascender a la Liga Endesa al CB Canarias, batiendo por el camino un sinfín de registros de lo más significativos. El Iberostar Canarias 2011/12 tuvo un promedio de 88 puntos a favor por partido.
En noviembre de 2015, se produce la salida de Alejandro del banquillo del primer equipo aurinegro tras doce temporadas al frente de la primera plantilla, en los que pasó tres campañas en LEB II, cinco en LEB I y cuatro en ACB, en un total de 410 encuentros oficiales, 223 victorias y 187 derrotas. Por el camino, lideró los ascensos a LEB I y ACB, devolviendo al CB Canarias a la élite casi un cuarto de siglo después de su anterior comparecencia.
En agosto de 2016 se incorporó al Soles de Mexicali de la Liga Nacional de Baloncesto Profesional de México, club al que hizo subcampeón de dicha liga.
En abril de 2017 vuelve a la ACB sustituyendo a Žan Tabak al frente del Real Betis Energía Plus. Con el equipo sevillano no logra el objetivo de la permanencia, aunque finalmente el club verdiblanco no desciende tras acudir a la vía judicial.
Tras un 0-6 inicial en la temporada 2017/18,el Real Betis destituye a Alejandro.
Tras su salida del Real Betis el entrenador dirigió durante varias temporadas al Palencia Baloncesto, de Liga Oro, para hacerse cargo en 2019 de los equipos júniors y de Primera División femenina del Club Baloncesto Adareva Tenerife, dejando a las séniors a un punto de lograr la vuelta a la Liga Femenina-2.
En noviembre de 2019,  ficha por la Federación China de Baloncesto en la que estuvo dos meses dirigiendo a las selecciones sub-18 masculina y Sub-17 femenina de China de cara al AsiaCup 2020.
En marzo de 2020 regresó a China para formar parte del staff técnico del Liaoning Flying Leopards de la CBA, donde llegó a ser Head Coach esa misma temporada. 
En enero de 2022 ficha por la JBA (Japan Basketball Association) como Under Categories Head Coach. 

## Clubes
- 1988-90 ACB. Ayudante en el Tenerife Amigos del Baloncesto.
- 1990-03 Categorías inferiores del Tenerife Amigos del Baloncesto y Tenerife Club de Baloncesto.
- 2003-15 LEB y ACB. Club Baloncesto Canarias.
- 2016-17 Liga Nacional de México. Soles de Mexicali.
- 2017 ACB. Real Betis.
- 2017-18 LEB Oro. Chocolates Trapa Palencia
- 2018-19 Primera División femenina. Club Baloncesto Adareva Tenerife
- 2019-20 Selección de baloncesto de China sub-18
- 2020-2021 CBA. Liaoning Flying Leopards. (Entrenador Asistente y Head Coach)
- 2022-actualidad Under Categories Head Coach Japan.